# 2018년 NBA 드래프트
2018년 NBA 드래프트(2018 NBA draft)는 2018년 6월 21일 뉴욕 브루클린 바클레이스 센터에서 열렸다. 미국 농구 협회(NBA) 팀은 미국 아마추어 대학 농구 선수와 해외 선수를 포함한 기타 적격 선수를 차례로 선발했다. ESPN을 통해 전국적으로 방영되었다. 스테이트팜은 7년 연속 NBA 드래프트의 후원사였다. 이 드래프트는 NBA 드래프트의 최하위에 가까운 팀이 드래프트의 상위 3개 픽에서 더 나은 확률을 제공하는 반면 더 높은 팀은 그 과정에서 더 나쁜 확률을 제공하는 원래의 가중치 복권 시스템을 사용한 마지막 드래프트였다. 이 규칙은 2017년 9월 28일 NBA에서 합의되었지만 2019년 드래프트까지 시행되지 않았다. 또한 이 해는 드래프트가 없는 대학 하급생들이 일찍 직업 경력을 시작하도록 강요받은 마지막 해로 간주되었다. 2018년 8월 8일, NCAA는 NBA 드래프트를 선언했지만 선발되지 못한 선수들이 적어도 1년 동안 학교로 돌아갈 수 있는 기회를 갖게 될 것이라고 발표했다. 당시 가장 최근의 복권 시스템이었던 마지막 해(NBA 드래프트 복권은 뉴욕 대신 시카고에서 열림)로 피닉스 선스는 2018년 5월 15일에 전체 1위 픽을 획득했다. 전체 2순위는 새크라멘토 킹스, 전체 3순위는 애틀랜타 호크스다. 선스의 선택은 프랜차이즈 역사상 첫 번째 종합 1위 선택이었다. 그들은 인근 애리조나 대학의 바하마 센터 디안드레 에이튼에서 선택을 사용했다.
이 드래프트는 NBA 베테랑과 관련된 드래프트 당일 거래가 부족한 점도 주목할 만한다. 지난 3번의 드래프트 당일에는 연간 평균 5명 이상의 베테랑이 트레이드됐지만, 트레이드가 발표되지 않은 것은 2003년 이후 이번 드래프트가 처음이다. 2018-19 시즌이 끝날 무렵 드래프트에서 상위 5명의 픽이 올루키 1팀으로 선정되었는데, 이는 1984년 드래프트 이후 처음 있는 일이었다.